# Gregorio Nicanor Peña Rodríguez

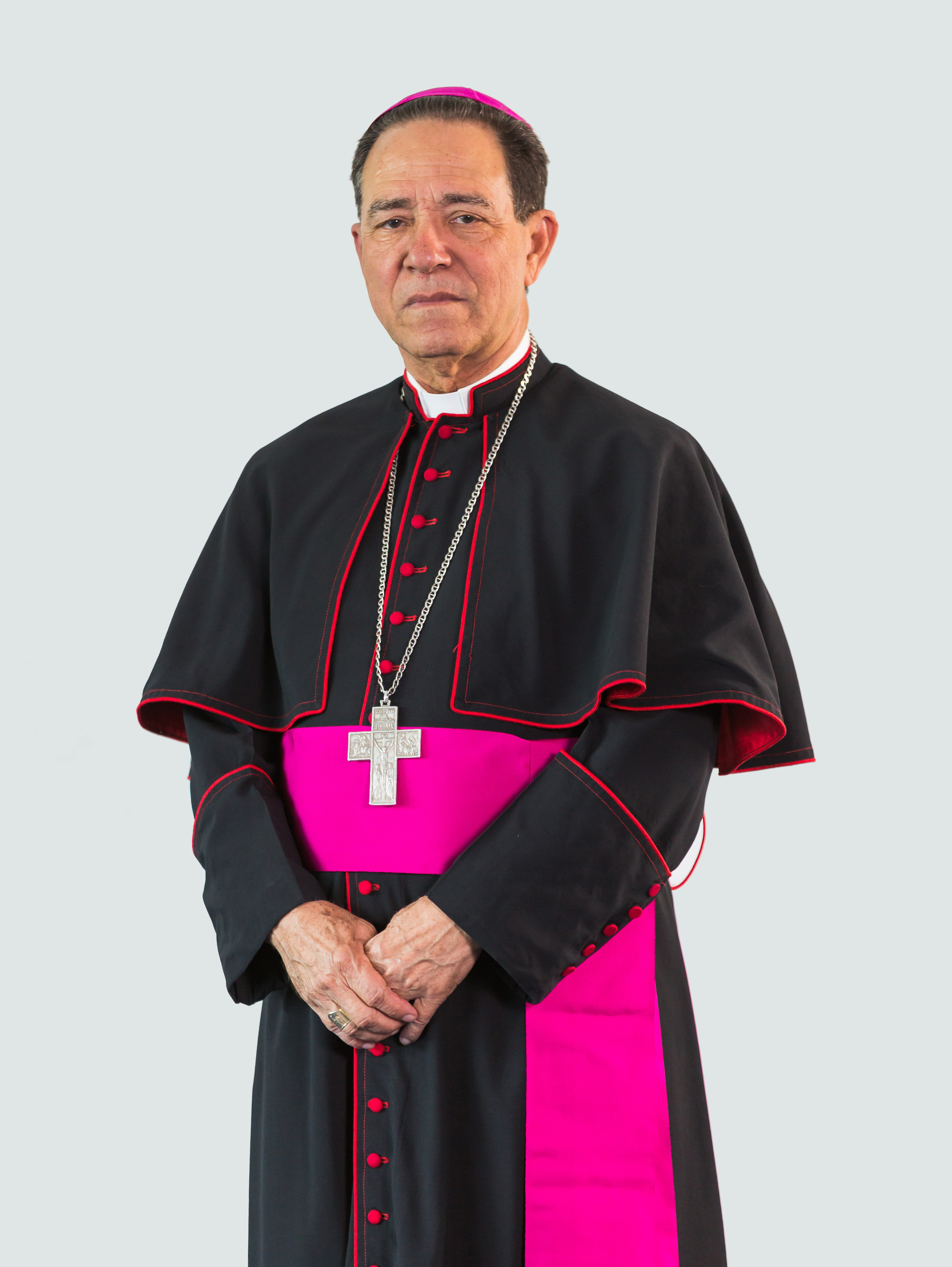
Gregorio Nicanor Peña Rodríguez

Gregorio Nicanor Peña Rodríguez (* 12. März 1942 in Baitoa, Dominikanische Republik) ist ein dominikanischer Geistlicher und emeritierter römisch-katholischer Bischof von Nuestra Señora de la Altagracia en Higüey.

## Leben
Gregorio Nicanor Peña Rodríguez empfing am 22. Juni 1968 das Sakrament der Priesterweihe für das Bistum Santiago de los Caballeros.
Am 16. Dezember 1996 ernannte ihn Papst Johannes Paul II. zum ersten Bischof des mit gleichem Datum errichteten Bistums Puerto Plata. Der Erzbischof von Santiago de los Caballeros, Juan Antonio Flores Santana, spendete ihm am 25. Januar 1997 die Bischofsweihe; Mitkonsekratoren waren der emeritierte Bischof von Santiago de los Caballeros, Roque Adames Rodríguez, und der Bischof von Baní, Príamo Pericles Tejeda Rosario. Johannes Paul II. bestellte ihn am 24. Juni 2004 zum Bischof von Nuestra Señora de la Altagracia en Higüey. Die Amtseinführung erfolgte am 21. August desselben Jahres.
Papst Franziskus nahm am 30. Mai 2020 seinen altersbedingten Rücktritt an.